# Ian Anderson
Ian Scott Anderson, MBE (nacido el 10 de agosto de 1947 en Dunfermline, Fife) es un cantante, compositor, flautista y guitarrista escocés, reconocido principalmente por ser el líder de la banda de rock Jethro Tull.
Como flautista, Anderson es autodidacta y su estilo fue inspirado por el también flautista Roland Kirk. Sobresalen sus solos en canciones como "My God" (Aqualung) y "Bourée" (Stand Up). La lista de instrumentos que ha tocado con su banda es amplia e incluye flauta, guitarras acústicas y eléctricas, bajo, saxofón, órgano Hammond, batería, teclados, trombón, gaita escocesa, gran variedad de whistles (flautines) y violín.
Las composiciones de Anderson tienen como temas recurrentes a Dios, el cristianismo, la naturaleza, la Navidad y el solsticio de invierno (que por lo general presentan en tono cínico), especialmente en varios álbumes de Jethro Tull, entre los cuales están Aqualung, Thick As A Brick, Heavy Horses y The Jethro Tull Christmas Album.

## Biografía

### Primeros años
Hijo de un director de hotel, pasó la mayor parte de su infancia en Edimburgo, cuya influencia ha dominado su carrera musical desde entonces. Su familia se mudó a Blackpool en el Noroeste de Inglaterra en 1959, donde cursó estudios secundarios antes de estudiar Bellas Artes.
Siendo un adolescente, trabajó como dependiente en unos almacenes de la cadena Lewis en Blackpool, convirtiéndose más tarde vendedor de una nueva sección. Más tarde diría que el leer ejemplares de las publicaciones musicales Melody Maker y News Musical Express le dio la inspiración para tocar en un grupo.

### Carrera musical
En 1963, Anderson formó The Blades con sus compañeros de estudios Barriemore Barlow (batería), John Evan (teclados), Jeffrey Hammond (bajo) y Michael Stephens (guitarra). Se trataba de una banda de soul y blues con Anderson a las voces y la armónica.
En 1965, el grupo se había convertido en The John Evan Band, con una formación mayor. Se disolvió en dos años cuando Anderson tuvo que moverse a Luton. Allí conoció al batería Clive Bunker y el guitarrista Mick Abrahams, procedentes de McGregor's Engine. Junto con Glenn Cornick, un bajista que había conocido a través de John Evan, creó el primer germen del que sería su grupo para los siguientes 40 años, Jethro Tull.

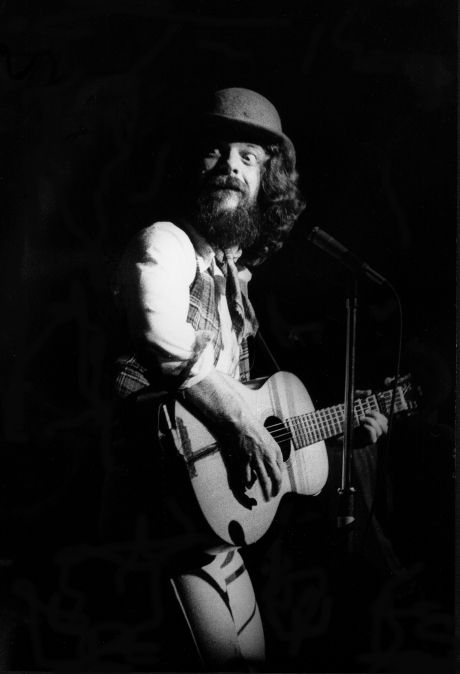
Con Jethro Tull en el Hammersmith Odeon de Londres. Marzo de 1978

Para entonces, ya había abandonado su idea de tocar la guitarra eléctrica. Se decantó por la flauta tras varias semanas de pruebas; pensó que podía tocarla bien dentro de un estilo blues y rock. Con esa incipiente afición grabaría su primer disco con Jethro Tull, el álbum This Was. En su dilatada carrera musical iría añadiendo nuevos instrumentos tales como la mandolina, el saxofón y los teclados, entre otros.
Anderson ya deseaba comenzar una carrera en solitario en 1980, cuando Jethro Tull iba a tomarse un descanso tras la muerte de John Glascock. Escribió el álbum A como un disco en solitario, pero la participación de Martin Barre y Dave Pegg llevó a que el disco fuera lanzado bajo el nombre de Jethro Tull, ocasionando que la vieja banda se dividiera. Su primer álbum oficial en solitario fue Walk into Light, de 1983, en el que Peter-John Vettese desempeñó un papel importante en la dirección electrónica de la música.
En 1990 comenzó a trabajar con flautas de bambú. Usaba técnicas de sobre-soplo y tapado de agujeros para producir notas arrastradas y otras expresivas técnicas con este instrumento. Anderson dijo que por esta época su hija comenzó a tomar lecciones de flauta y notó que su digitación era incorrecta, lo que lo llevó a practicar nuevamente con la digitación correcta.
En 1993 produjo y participó en el álbum de Yes titulado Symphonic Of Yes Music, un disco de grandes éxitos de la banda, con diversos arreglos orquestales de marcado estilo progresivo. En este disco colaboraron también los teclistas David Palmer (exmiembro de Jethro Tull), Julian Colbeck y Alan Parson, y el bajista Tim Harries, junto a The London Symphonic Orchestra y The English Chamber Orchestra. En 1995 lanzó su segundo álbum en solitario, Divinities: Twelve Dances with God, una obra instrumental compuesta por doce piezas para flauta. El álbum fue grabado con el teclista de Jethro Tull, Andrew Giddings, y algunos músicos de orquesta. Anderson lanzó otros dos álbumes solistas basados en canciones, The Secret Language of Birds en 2000 y Rupi's Dance en 2003. Ese mismo año grabó una composición llamada "Griminelli's Lament", en honor a su amigo, el flautista italiano Andrea Griminelli.
En 2011 Anderson comenzó a producir una secuela de Thick as a Brick (1972), titulada Thick as a Brick 2 o TAAB2, publicándola el 3 de abril de 2012. Fue acreditada a Ian Anderson de Jethro Tull, en lugar de ser un álbum de Jethro Tull propiamente dicho. Anderson hizo una gira interpretando ambos álbumes en su totalidad. Dos años después publicó un nuevo disco como solista, titulado Homo Erraticus, en mayo de 2014. Lo describió como un álbum conceptual de rock progresivo que mezcla música rock, folk y metal. Alcanzando la decimocuarta posición en las listas de éxitos del Reino Unido, es hasta la fecha el álbum más exitoso de su carrera en solitario.

### Actualidad

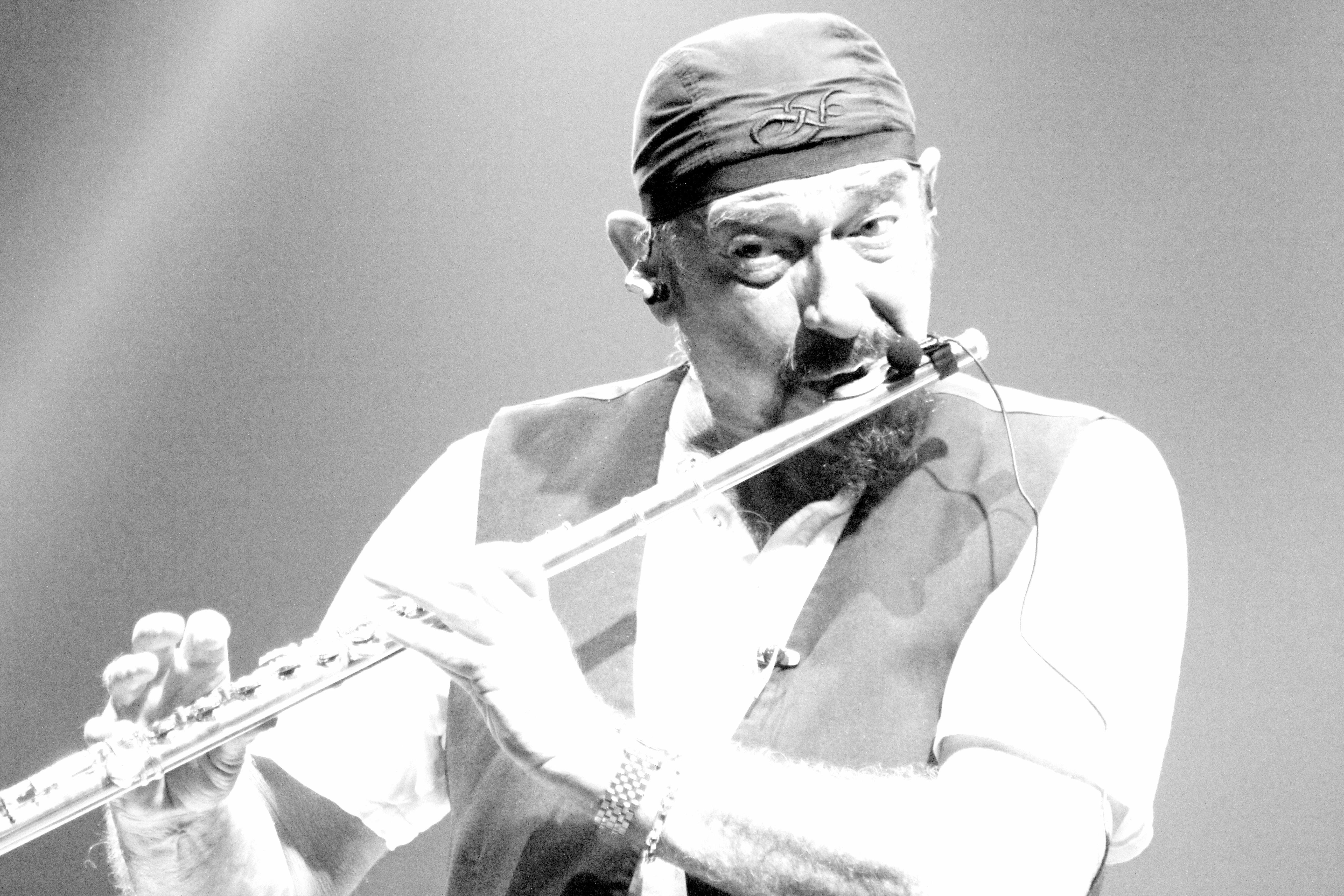
Anderson en vivo en 2014

En septiembre de 2017, Anderson anunció una gira para conmemorar el aniversario cincuenta del disco This Was, y un nuevo álbum de estudio en 2019. El 1 de junio de 2018, Parlophone Records lanzó un disco recopilatorio celebrando los 50 años de carrera de Jethro Tull, titulado 50 for 50. En las notas del álbum se aclaró que el nuevo álbum previsto para 2019 sería un disco en solitario de Ian Anderson y no un nuevo álbum de Jethro Tull.
Entrevistado en octubre de 2019, Anderson dijo que planeaba terminar el nuevo álbum en febrero de 2020 y estrenarlo en septiembre de ese año. También en 2020 declaró en una entrevista que padece una enfermedad respiratorio incurable llamada EPOC, adquirida según el propio músico por su constante exposición a las máquinas de humo usadas en los conciertos.

## Estilo e influencias

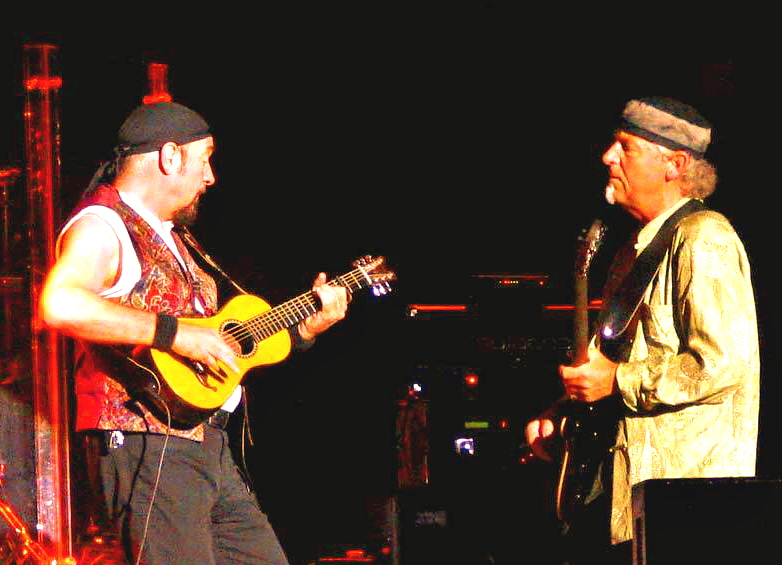
Ian Anderson y Martin Barre en 2006

Su famosa pose de tocar sobre una pierna vino por accidente: había estado tocando sobre una pierna la armónica para poder sujetar con la otra el pie del micrófono y un periodista le describió por error como el flautista que tocaba sobre una pierna en el Marquee londinense. Decidió aprovechar esa fama aunque con cierta dificultad al principio. Más tarde se sorprendería al ver imágenes de varios iconos divinos tocando la flauta sobre una pierna como Krishna y Kokopelli.
Aún a pesar de haber publicado un pequeño número de aclamados discos y de haber hecho innumerables apariciones con otros artistas, siempre se le ha identificado como el líder de Jethro Tull. Su imagen, fuera de dudas, ha estado ligada a dicha formación con la que ha sido estandarte de la cultura rock. Habiendo tomado inspiración en el folclore inglés también ha aparecido a veces como astronauta, pirata o vagabundo, amén de sus clásicos juglares medievales, escudero inglés o campesino escocés.
Como flautista, Anderson es autodidacta: su estilo, que a menudo se basa en gran parte de flutter-tonguing (frullato), y ocasionalmente cánticos y tarareos mientras toca, fue influenciado por Roland Kirk. No conformándose sólo con la flauta también toca guitarra, bajo, bouzouki, balalaika, saxofón, armónica y una gran variedad de whistles. Ha grabado canciones en las cuales toca todos los instrumentos así como ejerce de ingeniero de sonido y productor ("Another Christmas Song" en 1988). Su primera ocasión en la que así lo hizo fue "Locomotive Breath". Plasmó en la práctica sus ideas sobre la canción antes de expresárselas al resto de la banda, convirtiéndose en uno de los temas más representativos de sus directos.
El estilo de su música mezcla folk, jazz, blues, rock y pop. Sus letras son, a menudo, complejas, llenas de trabalenguas, ácidas críticas sobre la sociedad y la religión, o alegorías a la fantasía y/o la vida campestre o medieval.

## Plano personal

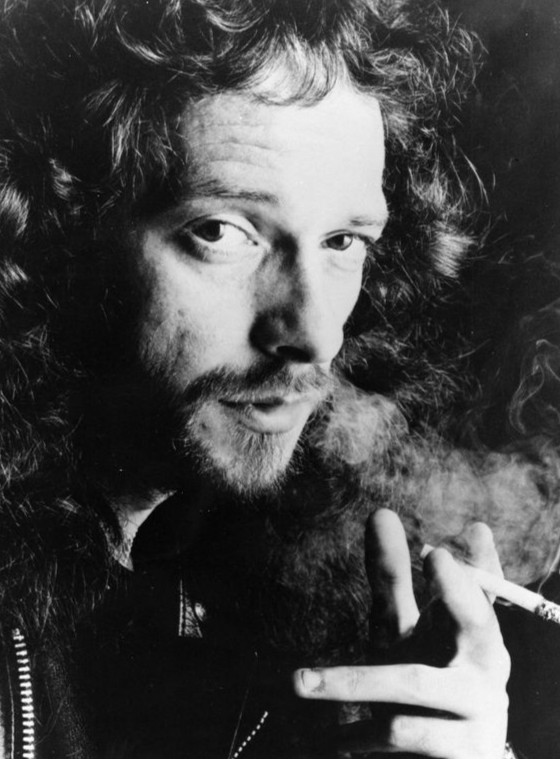
Foto publicitaria de Anderson, 1977

Anderson es dueño de cuarenta y tres granjas de salmón, muchas de ellas en Chile (Sudamérica) y de una isla, aunque vendió la mayor parte de sus intereses a fines de los años 1990.
El cantante ha sobrevivido a una peligrosa trombosis venosa profunda, sufrida tras un vuelo en avión en precarias condiciones de espacio y ha realizado frecuentes declaraciones para que se tome conciencia sobre los peligros para la salud que puede provocar la sobreexplotación comercial de las líneas aéreas. Igualmente, su voz se ha visto resentida en los últimos años por distintos problemas en la garganta, por lo que en sus conciertos prohíbe totalmente que se fume durante las actuaciones de su banda, sobre todo si estas se realizan en una sala cerrada.
También realiza periódicas donaciones a asociaciones en defensa de los animales, especialmente a sociedades protectoras de gatos. En diciembre de 2007, la reina Isabel II de Inglaterra, en reconocimiento a sus servicios al mundo de la música, otorgó a Ian Anderson la Orden del Imperio Británico en calidad de Oficial.

### Familia
Entre los años 1970 y 1974 estuvo casado con Jennie Franks, una fotógrafa cuyo trabajo sobre los vagabundos de las calles de Londres influyó de gran manera en la temática del disco Aqualung, al grado de aparecer como coautora de la canción homónima.
En 1976 se casó con Shona Learoyd. Ella había estudiado ballet durante 10 años e Ian la conoció en la oficina de prensa de Chrysalis Records. Más tarde se implicaría en los efectos especiales de la banda en directo. Establecieron su residencia en una granja del siglo XVI en el condado de Buckinghamshire, Inglaterra. Actualmente viven en Wiltshire y tienen dos hijos: James Anderson, músico también y Gael, que trabaja en la industria cinematográfica y está casada con el actor Andrew Lincoln.

## Discografía

### Álbumes de estudio
| Año  | Título                             | Discográfica                                 | Máxima posición en listas | Máxima posición en listas | Máxima posición en listas |
| Año  | Título                             | Discográfica                                 | EE. UU.                   | Reino Unido               | Alemania                  |
| ---- | ---------------------------------- | -------------------------------------------- | ------------------------- | ------------------------- | ------------------------- |
| 1983 | Walk into Light                    | Chrysalis/EMI Records                        | 202                       | 78                        |                           |
| 1995 | Divinities: Twelve Dances with God | Angel/EMI Records                            |                           |                           |                           |
| 2000 | The Secret Language of Birds       | Fuel 2000/Varèse Sarabande/Universal Records | 26                        |                           |                           |
| 2003 | Rupi's Dance                       | RandM Records                                |                           |                           | 40                        |
| 2012 | Thick as a Brick 2                 | Chrysalis/EMI Records                        | 55                        | 35                        | 13                        |
| 2014 | Homo Erraticus                     | Kscope                                       | 111                       | 14                        | 13                        |

### Álbumes en vivo
| Año  | Título                                        | Discográfica | Máxima posición en listas | Máxima posición en listas | Máxima posición en listas |
| Año  | Título                                        | Discográfica | EE. UU.                   | Reino Unido               | Alemania                  |
| ---- | --------------------------------------------- | ------------ | ------------------------- | ------------------------- | ------------------------- |
| 2005 | Ian Anderson Plays the Orchestral Jethro Tull | ZYX Music    |                           |                           | 68 (CD) 3 (DVD)           |
| 2014 | Thick as a Brick - Live in Iceland            | Eagle Rock   |                           |                           | 22                        |

### Colaboraciones
- Con Mick Abrahams, en su disco One (1996), Anderson tocó la flauta, la armónica y la mandolina.
- Con Ritchie Blackmore en el disco Shadow of the Moon (1997), tocó flauta en la canción "Play, Minstrel Play".
- Con Uriah Heep, en los álbumes Electrically Driven (2001) (en las canciones "Circus" y "Blind Eye"), Acoustically Driven (DVD) (2001) y Lady in Black.
- Con Fairport Convention, en la canción "John Barleycorn".
- Con The James Taylor Quartet, en el álbum Room at the Top (2002), tocó la flauta en la canción "Free".
- Con Maddy Prior, en el álbum Woman in the Wings (1978).
- Con Men Without Hats, en el álbum Pop Goes the World (1987).
- Con Opeth, en el álbum The Last Will and Testament (2024).